# Schöner aus Nordhausen
Der Schöne aus Nordhausen ist eine alte Apfelsorte aus Nordhausen. Dort entstand der Apfel vor 1850; er ist seit 1882 im Handel.

## Sorteneigenschaften
Der säuerlich-feinaromatische Tafelapfel ist geeignet für den Hausgarten und als Streuobst. Für feuchte Lagen ist der Baum ungeeignet. Vor allem im mittleren Deutschland ist er noch verbreitet. Nach dem Krieg wurde er als angeblich neuer Findling als „Hindenburg“ bezeichnet. Der Apfel ist im Oktober pflückreif und von November bis April im kühlen Keller lagerfähig. Die Sorte gilt als guter Pollenspender.

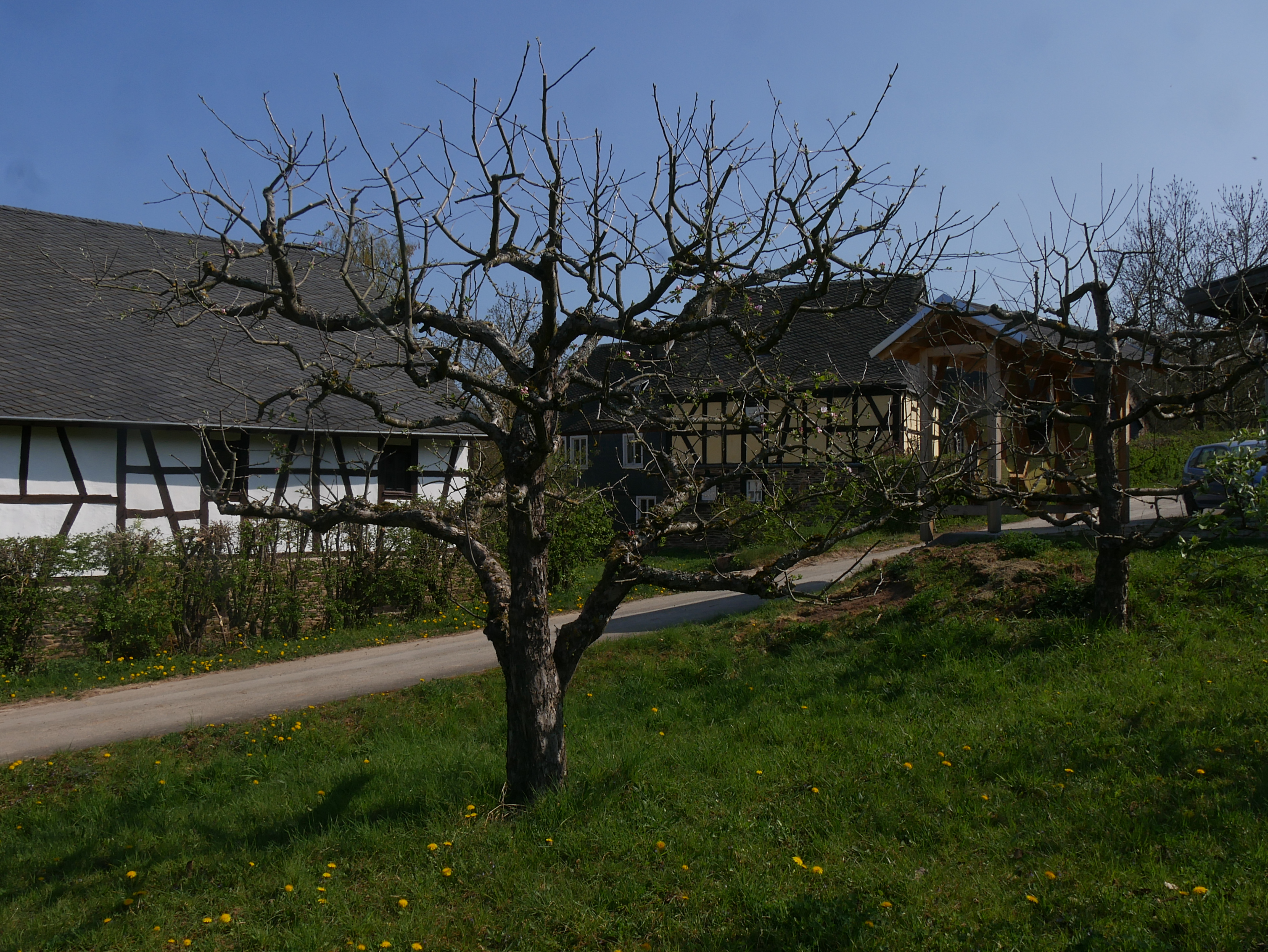
Ganzer Baum
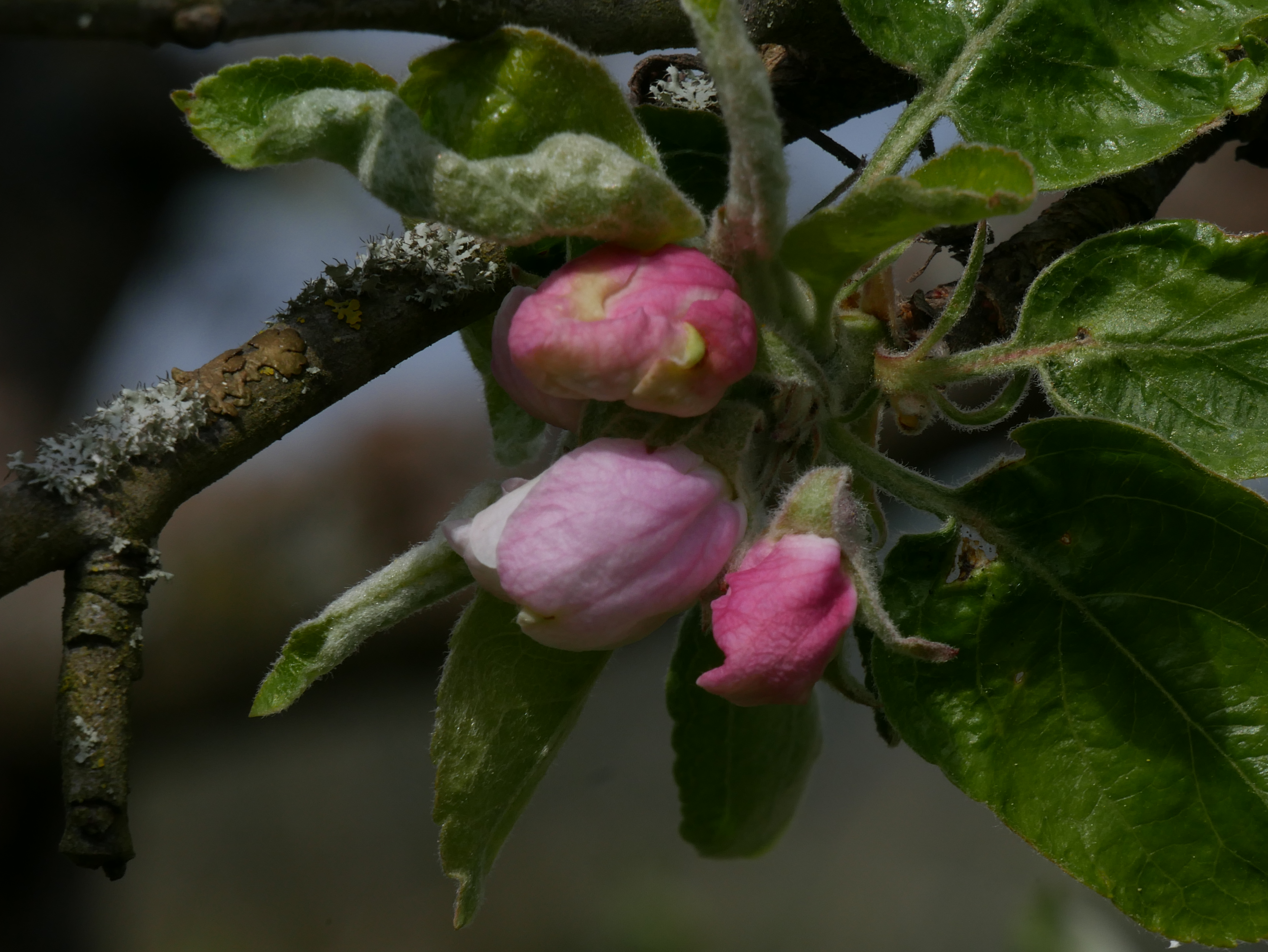
Knospe
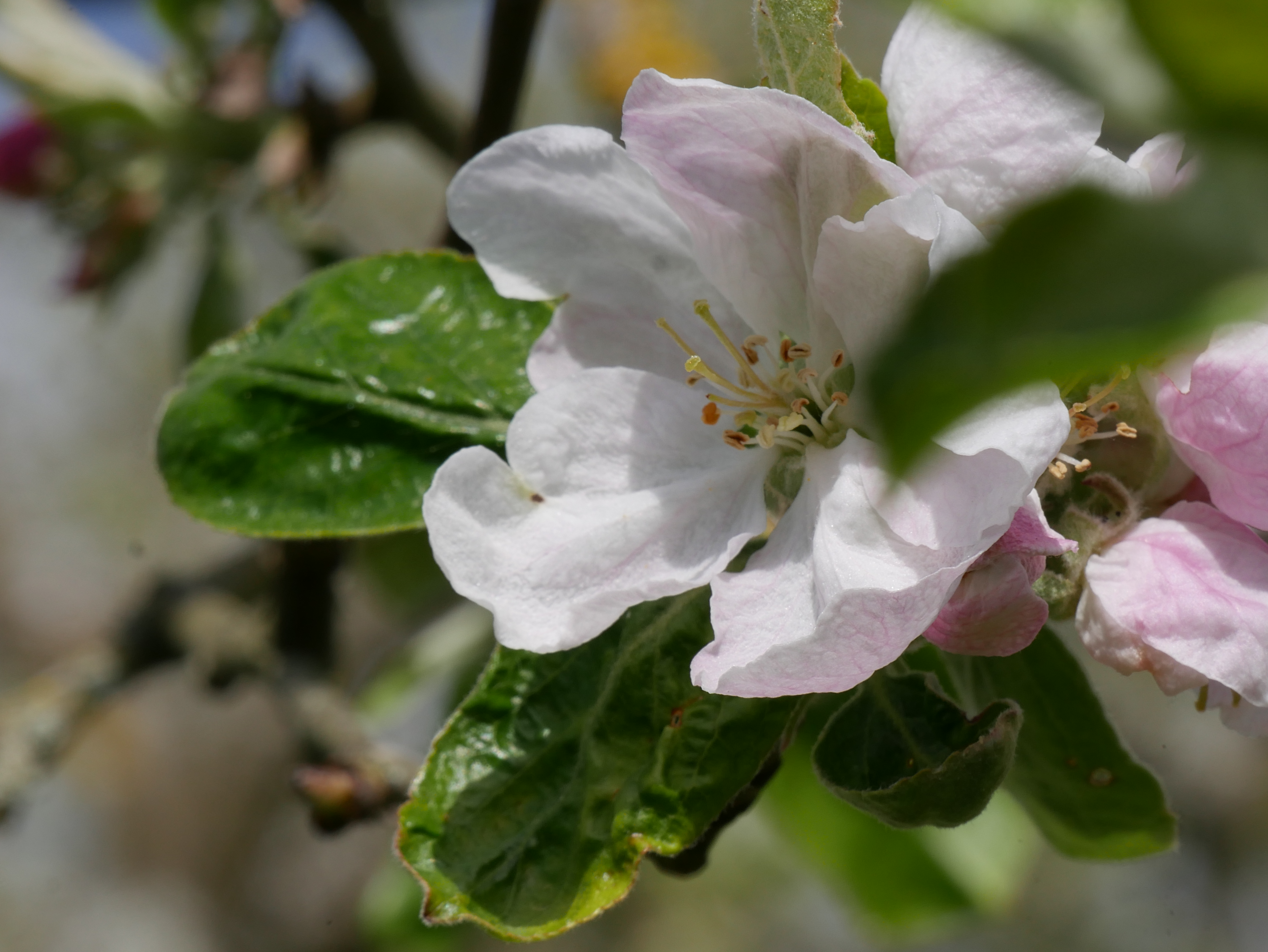
Blüte
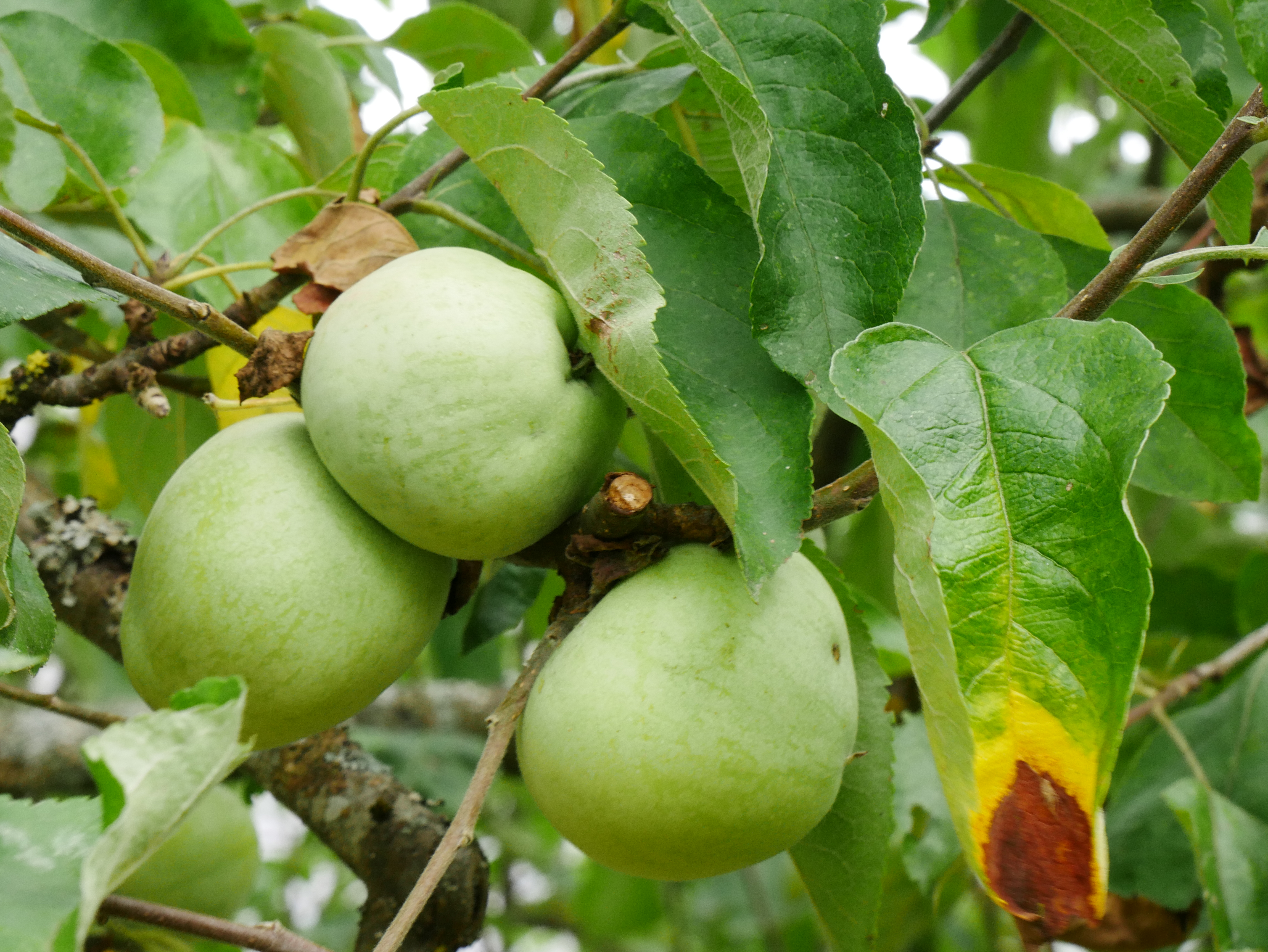
Frucht am Baum
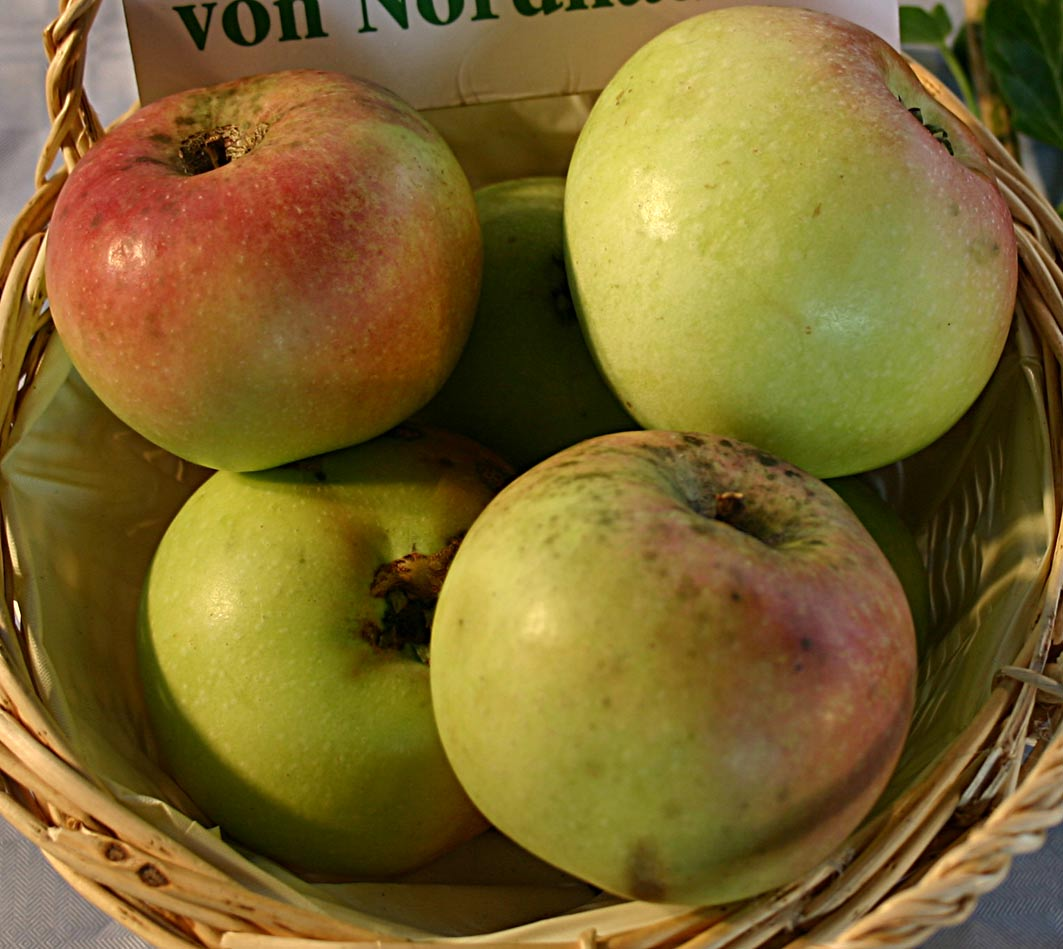
Schöner aus Nordhausen